# Ning Zetao
Ning Zetao (chiń. 宁泽涛; pinyin Nìng Zétāo; ur. 6 marca 1993 w Zhengzhou) – chiński pływak specjalizujący się w stylu dowolnym, mistrz świata (2015) i czterokrotny złoty medalista igrzysk azjatyckich.

## Kariera pływacka
Na przełomie września i października 2014 roku brał udział w igrzyskach azjatyckich w Incheon. Na dystansie 50 m stylem dowolnym uzyskał czas 21,95 i zdobył złoty medal. Swoje drugie złoto wywalczył w sztafecie kraulowej 4 × 100 m. Następnego dnia z czasem 47,70 zwyciężył w konkurencji 100 m stylem dowolnym. Triumfował także w sztafecie 4 × 100 m stylem zmiennym.
Dwa miesiące później wystartował na mistrzostwach świata na krótkim basenie w Dosze. W konkurencji 50 m kraulem z czasem 21,37 zajął 12. miejsce ex aequo z Japończykiem Shinri Shiourą. Płynął również w sztafecie mieszanej 4 × 50 m stylem zmiennym, która uplasowała się na szóstej pozycji. Ning brał także udział w wyścigu eliminacyjnym sztafet 4 × 100 m stylem dowolnym. Chińczycy nie zakwalifikowali się do finału i zajęli ostatecznie w tej konkurencji dziesiąte miejsce.
Na mistrzostwach świata w Kazaniu w 2015 roku zdobył złoty medal na dystansie 100 m stylem dowolnym, uzyskując czas 47,84.  W konkurencji 50 m kraulem z czasem 22,28 zajął 15. miejsce. Płynął również w wyścigu sztafet 4 × 100 m stylem dowolnym. Reprezentanci Chin uplasowali się na siódmej pozycji.
Rok później, podczas igrzysk olimpijskich w Rio de Janeiro w konkurencji 100 m stylem dowolnym z czasem 48,37 zajął 12. miejsce. Na dystansie 50 m stylem dowolnym uzyskał czas 22,38 i uplasował się na 30. miejscu. Startował również w sztafetach 4 × 100 m stylem dowolnym i 4 × 100 m stylem zmiennym, które zostały jednak zdyskwalifikowane: sztafeta kraulowa w eliminacjach, a sztafeta zmienna w finale. 

### Doping
W kwietniu 2011 roku w jego organizmie wykryto klenbuterol, co spowodowało roczną dyskwalifikację. Ning złożył od tej decyzji apelację, ale została ona odrzucona.